# Classe Virginia (cuirassé)
Pour les autres classes de navires du même nom, voir Classe Virginia.
La classe Virginia est une classe de cinq cuirassés de première classe construits pour l'US Navy au début du XXe siècle. Conçus pour être les premiers vrais cuirassés de haute mer de la Marine américaine, ils participent à la circumnavigation de la Grande flotte blanche puis à la Première Guerre mondiale avant d'être démantelés à la suite du traité naval de Washington.

## Conception
Les navires de la classe Virginia sont lancés grâce aux Naval Acts du 3 mars 1899 pour les trois premiers, et du 7 juin 1900 pour les deux derniers. Les cuirassés sont bien plus grands que leurs prédécesseurs, et adoptent un flush deck. Deux des tourelles de 203 mm sont fixées sur les toits de celles de 305 mm, pointant dans la même direction, malgré l'expérience peu satisfaisante menée précédemment lors de la conception des navires de la classe Kearsarge. Les tourelles sont mues électriquement, grâce à une puissance totale de 500 kW fournie par les dynamos. Les cinq navires atteignent les 19 nœuds (35 km/h) lors des essais.
De nouveaux mâts sont installés entre 1909 et 1910, ainsi qu'une antenne radio de 9 pieds (274 cm). Les canons de 47 mm sont retirés, et des modifications concernant la sécurité sont faites aux tourelles. En 1919, les chaudières Niclausse du Virginia et du Georgia sont remplacées par douze Babcock & Wilcox, et des modifications sont apportées à l'artillerie des cinq navires de la classe ; les canons de 6 pouces sont retirés, seuls huit canons de 3 pouces sont laissés sur chaque navire, et des canons antiaériens de 2 à 3 pouces sont rajoutés.

## Histoire
Les constructions commencent en 1901 et 1902, et les cinq navires sont lancés en 1904. Ils entrent en service en 1906 et 1907.
En juillet 1922, les cinq navires sont rayés des listes à la suite des accords de Washington. Le Virginia et le New Jersey seront utilisés comme cibles, et les autres démantelés.

## Unités de la classe
| Nom              | Numéro | Chantier                       | Quille         | Lancement        | Mise en service   | Destin                                                         |
| ---------------- | ------ | ------------------------------ | -------------- | ---------------- | ----------------- | -------------------------------------------------------------- |
| USS Virginia     | BB-13  | Newport News Shipbuilding      | 21 mai 1902    | 5 avril 1904     | 7 mai 1906        | Rayés des listes en juillet 1922 après le traité de Washington |
| USS Nebraska     | BB-14  | Moran Brothers, Seattle        | 4 juillet 1902 | 7 octobre 1904   | 1er juillet 1906  | Rayés des listes en juillet 1922 après le traité de Washington |
| USS Georgia      | BB-15  | Chantier naval Bath Iron Works | 31 août 1901   | 11 octobre 1904  | 24 septembre 1906 | Rayés des listes en juillet 1922 après le traité de Washington |
| USS New Jersey   | BB-16  | Fore River Shipbuilding        | 3 avril 1902   | 10 novembre 1904 | 12 mai 1906       | Rayés des listes en juillet 1922 après le traité de Washington |
| USS Rhode Island | BB-17  | Fore River Shipbuilding        | 1er mai 1902   | 17 mai 1904      | 19 février 1906   | Rayés des listes en juillet 1922 après le traité de Washington |